# Raiffeisen Zentralbank

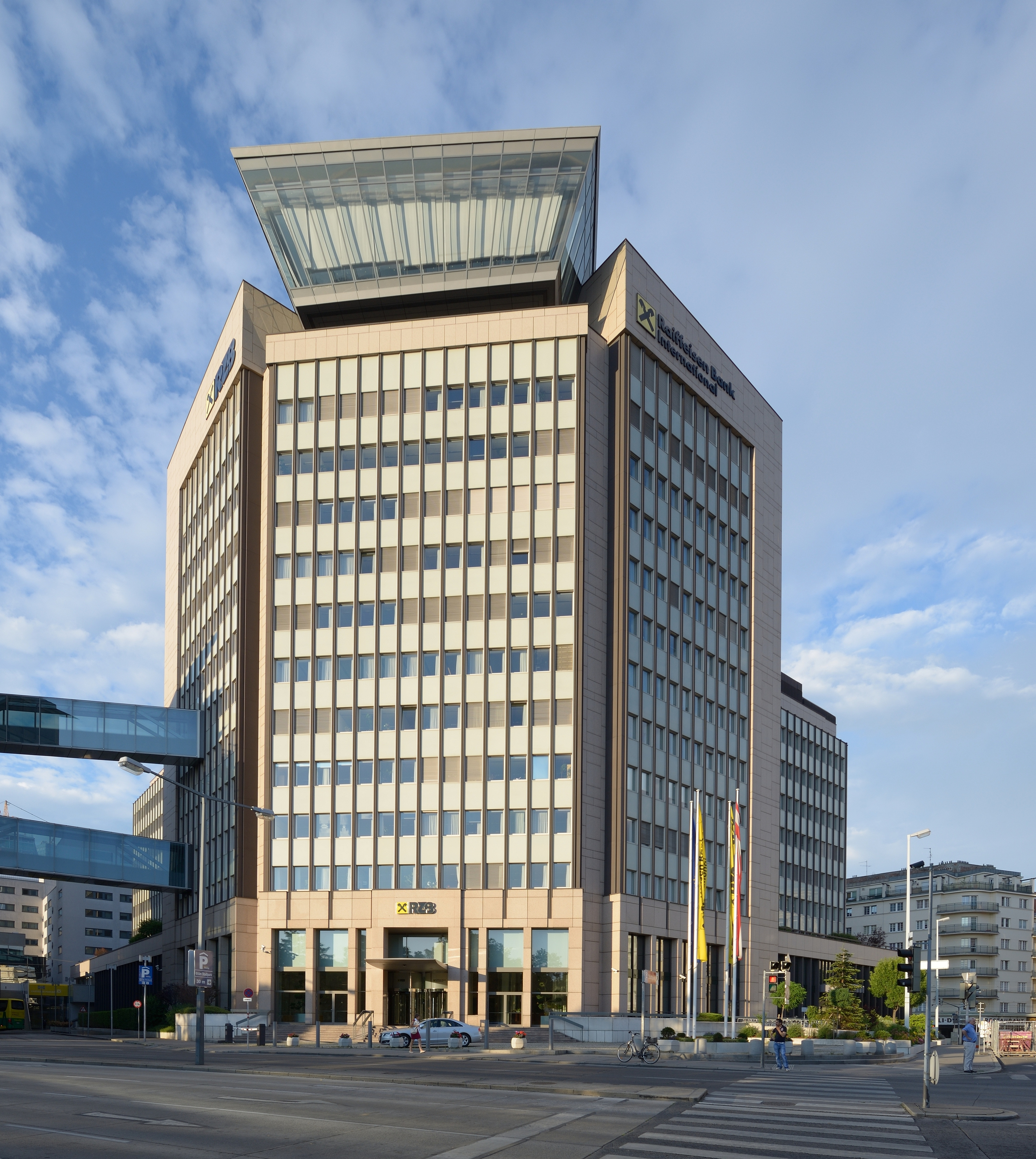
Головний офіс Raiffeisen Zentralbank у Відні

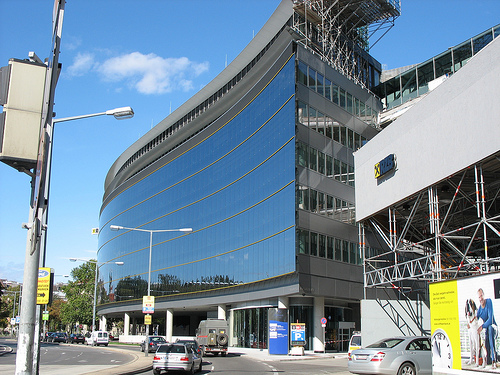
Офіс Raiffeisen Bank International AG у Відні

Raiffeisen Zentralbank Österreich AG — найбільша австрійська банківська група, кооперативний банк. Штаб-квартира знаходиться у Відні. Заснована в 1927 році. Сукупні активи групи RZB в кінці 2010 року складали близько 136,5 млрд. євро.
Під час вторгнення військ РФ до України 2022 року компанія відмовилась зупиняти роботу на російському ринку та приєднатись до бойкоту.

## Діяльність
Raiffeisen Bank International є дочірньою компанією Raiffeisen Zentralbank. Компанія називає себе третьою за величиною банківською групою в Австрії, а журнал The Banker включив його в другу сотню найбільших банків світу. Raiffeisen належать дочірні банки в 15 країнах Центральної та Східної Європи, в тому числі, в Росії, Білорусі, Польщі, Чехії, Угорщини та в Україні.

### Діяльність в РФ
Під час вторгнення військ РФ до України 2022 року компанія відмовилась зупиняти роботу на російському ринку та приєднатись до бойкоту. Міністр МЗС України Дмитро Кулеба закликав світ бойкотувати компанію.
| Країна               | Банк                                | К-сть відділень |
| -------------------- | ----------------------------------- | --------------- |
| Албанія              | Raiffeisen Bank Albania             | 105             |
| Боснія і Герцеговина | Raiffeisen Bank Bosna i Hercegovina | 98              |
| Болгарія             | Raiffeisenbank Bulgaria             | 184             |
| Косово               | Raiffeisen Bank Kosovo              | 54              |
| Хорватія             | Raiffeisenbank Austria              | 81              |
| Польща               | Raiffeisen Bank Polska              | 438             |
| Румунія і Молдова    | Raiffeisen Bank                     | 540             |
| Росія                | ZAO Raiffeisenbank                  | 192             |
| Сербія               | Raiffeisen banka                    | 85              |
| Словаччина           | Tatra Banka                         | 155             |
| Словенія             | Raiffeisen Banka                    | 17              |
| Чехія                | Raiffeisenbank                      | 130             |
| Україна              | Raiffeisen Bank Aval                | 828             |
| Угорщина             | Raiffeisen Bank                     | 134             |
| Білорусь             | Priorbank                           | 98              |

## Raiffeisen в Україні
У 1998—2006 рр. існував «Райффайзенбанк Україна», який згодом був проданий угорським власникам і перейменований на «ОТП Банк».
У 2005 році група Raiffeisen Bank International придбала 93,5 % акцій банку «Аваль» за 1,028 млрд. $..
Крім того, з 2005 року в Україні частиною Raiffeisen Bank International є Український процесінговий центр, який обробляє операції по платіжних картках для банків групи Raiffeisen в Угорщині, Хорватії, Албанії, Косово, Україні, а також для екваєрів безконтактних платежів в Австрії.